# Evansville, Wisconsin
Evansville là một thành phố thuộc quận Rock, tiểu bang Wisconsin, Hoa Kỳ. Năm 2000, dân số của thành phố này là 4039 người.